# Bataille de Lysimacheia
 (avril 2016).
La bataille de Lysimacheia oppose en 277 av. J.-C. les Macédoniens, commandés par Antigone II Gonatas, aux Galates dans les environs de Lysimacheia en Thrace. La victoire macédonienne à Lysimacheia est décisive ; elle permet à Antigone II de s'imposer comme roi de Macédoine et de stabiliser le pouvoir politique de la dynastie antigonide en Macédoine jusqu'à la conquête romaine (168 av. J.-C.).

## Contexte historique

### Les guerres des Diadoques (323-301 av. J.-C.)
Sous le règne d'Alexandre le Grand (336 à 323 av. J.-C.), les Macédoniens dominent la Grèce, annexent la Thrace, envahissent l'Empire perse et pénètrent jusqu'en Inde. À sa mort, l'empire macédonien s'étend du Danube au Nord à l'Égypte au Sud à l'Indus à l'Est. Ses héritiers, son demi-frère, Philippe III et son futur fils in utero, Alexandre IV  sont couronnés. Étant donné leur incapacité de régner, ses généraux, les Diadoques conclurent les accords de Babylone dans lesquels ils se partagèrent les responsabilités de l'Empire. Perdiccas, régent de l'Empire, œuvrant en faveur d'un État centralisé, se met à dos l'ensemble des Diadoques, plutôt favorables à un État décentralisé avec des satrapies largement autonomes. Cette situation dégénére avec l'éclatement de la première guerre des Diadoques qui dure de 322 à 319. À la mort de Perdiccas (321) a lieu un nouveau partage des responsabilités lors des accords de Triparadisos.   
Si les Diadoques ne remettent alors pas en cause l'unité impériale, ceux-ci ont bel et bien des ambitions autonomistes. Ainsi, en 310, menacé par la prochaine majorité d'Alexandre IV, le régent de Macédoine Cassandre fait assassiner le dernier des Argéades et sa mère, Roxane, avant d'entrer dans la lignée d'Alexandre en s'unissant à Thessaloniké, fille de Philippe II. Dans ce contexte, un autre Diadoque, Antigone le Borgne (dont est issue la dynastie des Antigonides) décide de lutter en vue de restaurer l'unité impériale à son profit et se proclame roi en 306. Cette situation pousse l'ensemble des Diadoques ou leurs successeurs, les Épigones, à en faire autant. Après deux guerres contre des coalitions de Diadoques, Antigone es finalement vaincu et tué lors de la bataille d'Ipsos (301), mettant fin aux dernières prétentions impériales et scellant la division définitive de l'Empire macédonien en plusieurs royaumes.

### La lutte pour le pouvoir en Macédoine (301-279 av. J.-C.)
La mort de Cassandre en 297 av. J.-C. plonge la Macédoine dans une période de trouble. Ses fils règnent très briévement et Démétrios Poliorcète se fait proclamer roi en 294. Il lutte contre Lysimaque et Pyrrhus qui parviennent à le chasser du pouvoir. Les possessions de Lysimaque sont alors à leur extension maximale en unissant la Macédoine à la Thrace et s'étendant à une importante partie de l'Asie Mineure. Finalement, il est vaincu à la bataille de Couroupédion par Séleucos (281). Le titre de roi de Macédoine tombe entre les mains de Ptolémée Kéraunos. Il récupère une partie des anciennes armées de Lysimaque et de Séleucos. Mais en 279, dépourvu d'expérience face aux incursions barbares, il succombe en tentant de repousser une invasion celte menée par Bolgios au début de la Grande Expédition.

## Les Galates dans le monde hellénistique

### La réputation des Galates
Les « Galates », nom donné par les Grecs à un ensemble de peuples celtiques, à la suite de plusieurs migrations, s'installent dans les Balkans au Nord de la Macédoine, de l’Épire et de la Thrace. Les années passant, ils accrurent leurs pressions vers le Sud en envoyant d'innombrables raids en direction des territoires gréco-macédoniens, thraces et anatoliens dans le but de se procurer des ressources alimentaires ou des matières premières telles que les métaux précieux. Cet état de faits exacerbe la mauvaise réputation voire la peur qu'inspirent aux Grecs les Celtes. Ces derniers sont vus comme sanguinaires, sans pitié. De plus, ils ne recherchent que les richesses de la Macédoine et de la Grèce et n’hésitent pas à piller les sanctuaires panhelléniques, comme celui de Delphes, démontrant le non-respect absolu des divinités grecques. Leur réputation les a précédé et ils ont terrifié pendant plusieurs siècles les populations de la plupart des royaumes hellénistiques. C’est pourquoi arriver à battre les Galates donne un très grand prestige au vainqueur.

### La Grande expédition: un désastre pour la Macédoine (279-277 av. J.-C.)
Souhaitant imposer un accord aux Macédoniens contre une partie de leur territoire, le roi des Darnes s'allia aux Galates qui vainquirent et tuèrent le roi de Macédoine Ptolémée Ier Kéraunos en -279. C’est ainsi que des Galates, venant, selon Nicolas G. L. Hammond, « du centre de l'ancienne Yougoslavie », ont débuté la Grande expédition de -280. 
Cette migration massive progressa à travers le monde hellénistique dans trois directions différentes : la Macédoine, la Péonie-Dardanie et la Thrace. Un premier groupe galate progressa à travers la Grèce et s'empara du sanctuaire panhellénique de Delphes où ils furent anéantis rapidement. Un second pénétra et ravagea durablement la Thrace. 
Pendant ce temps, alors que le Sud de la Macédoine était resté sous la protection du stratège macédonien Sosthène (-279 - 277), celui-ci dut reconnaître l'autorité de Méléagre, frère aîné et successeur de Ptolémée Ier Kéraunos. Celui-ci fut rapidement remplacé par Antipater II Étesias, neveu de Cassandre, qui fut remplacé tout aussi rapidement. Ainsi, c'est finalement Ptolémée II, probablement fils de Lysimaque, qui est élu sur le trône de Macédoine. 
Dès 279, dans ce contexte d'instabilité politique, le chef de guerre Brennos, qui conduit un troisième groupe de Galates, se mit en route vers la Macédoine et rencontra, aux alentours de Lysimacheia, ancienne capitale de Lysimaque, Antigone, qui tente de reconquérir le trône de Macédoine, perdu par son père, Démétrios Ier.

## Déroulement de la bataille

### Le site de Lysamacheia
La cité de Lysimacheia se situe en Thrace sur l'Hellespont. Elle a été fondée par Lysimaque en 309 comme capitale de son futur royaume. La cité a été détruite à de nombreuses reprises, notamment à cause de tremblements de terre. Elle possède donc une situation stratégique pour quiconque souhaite contrôler le commerce en Europe et Asie. La mer est proche et le terrain est tout à fait propice à l’établissement d’une cité dans ces reliefs montagneux. Aujourd'hui, il ne reste quasiment plus rien de la cité antique et seuls sont visibles des vestiges des remparts de l’époque byzantine.

### Une victoire macédonienne fondée sur la ruse
Les sources qui narrent la bataille sont peu nombreuses. Le récit le plus précis est celui de l'historien romain Justin dans le résumé des Histoires Philippiques de Trogue-Pompée. On y apprend qu’Antigone n’a pas réellement combattu ses adversaires. Il a en effet utilisé une ruse pour éviter le combat et massacrer facilement les Galates. Il les a d’abord fait venir dans son camp pour parlementer, ce qui est courant selon les usages de la guerre à l'époque. Il a alors étalé devant eux toutes ses richesses tout en leur donnant l’image d’un camp mal fortifié et mal défendu, ce qui a attisé la convoitise des Galates. Ils ont décidé dans la foulée de faire une attaque nocturne sur le camp macédonien pour le piller. Mais Antigone l’a fait évacuer entre-temps et a caché ses hommes dans une forêt voisine et dans ses bateaux, amarrés le long de la côte. En se rendant dans ses bateaux qu’ils croient abandonnés, les Galates se sont fait massacrer par des soldats embusqués. Ce n’est donc pas une bataille rangée mais un affrontement fondé sur la ruse.
La métis ou intelligence à la guerre est une qualité très prisée des Grecs. Les grands stratèges qui en font preuve sont adulés par les citoyens (ce fut le cas de Périclès par exemple). Lors de cette pseudo-bataille Antigone a justement su faire preuve de métis, c’est aussi pourquoi cette victoire a paru si éclatante aux yeux de ses contemporains.

## Conséquences de la bataille

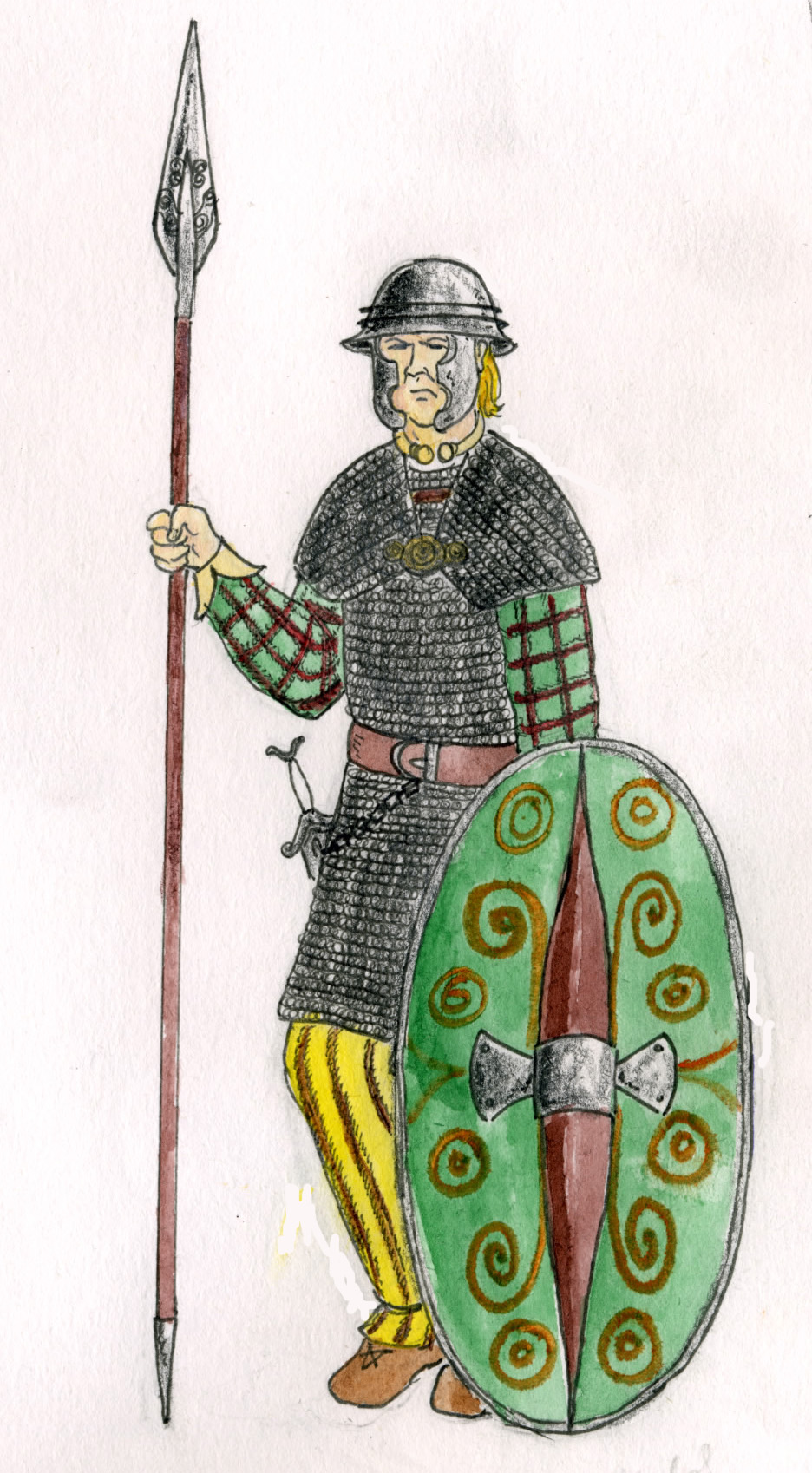
Guerrier celte équipé d'un bouclier (thuréos) et d'une cotte de mailles. Les thorakitai galates employés comme mercenaires par les Séleucides sont équipés de manière similaire.

### Les conséquences politiques
Cette victoire ne correspond certes pas à l'image qu'on pourrait avoir d'une grande victoire et est par plusieurs aspects plutôt rocambolesque. Cependant, elle permet à Antigone II Gonatas de s'assurer une légitimité suffisante pour éliminer ses rivaux (Antipater II et Ptolémée II) et pour devenir roi de Macédoine. Il a réussi à tirer avantage du chaos qui règne alors en Macédoine. Il se présente donc, à la suite de cette victoire, comme un conquérant, victorieux des Galates et remporte le trône de la Macédoine en le défendant et même en écartant ses rivaux. Il devient le premier de la dynastie antigonide à devenir durablement roi de Macédoine. De plus, la victoire d'un homme sur les barbares est encore plus prestigieuse qu'une victoire sur un peuple grec, ce qui permet à Antigone d'acquérir beaucoup de popularité, de légitimité et de prestige auprès de son peuple stabilisant ainsi son pouvoir sur la Macédoine et la Grèce.
Après Antigone II, cette stabilité politique du pouvoir permit aux souverains antigonides de se maintenir sur le trône de Macédoine jusqu'en 168 av. J.-C.. Néanmoins, cette légitimité des Antigonides ne découle pas seulement de la victoire d'Antigone à Lysimacheia. En effet, cette légitimité découle également de la victoire de son père, Démétrios Poliorcète contre Ptolémée à Salamine de Chypre (306), ce qui permit à lui et son père, Antigone le Borgne, de se proclamer rois. En outre, réalisée avant cette victoire, l'alliance avec le Séleucide Antiochos Ier se perpétue après leur mort. Ainsi, l'alliance avec les Séleucides devient un élément persistant de la politique étrangère et militaire des Antigonides. Celle-ci permit de refaire de la Macédoine un centre politique, économique et culturel important dans le monde hellénistique.

### Un pays à reconstruire
Antigone II est néanmoins roi d'un pays dévasté. Stable politiquement, la Macédoine est à reconstruire et son contrôle indirect sur la Grèce n'est pas assuré. En effet, comme du temps d'Alexandre le Grand, certaines cités-États grecques conservent leur volonté d'autonomie, voire d'indépendance, à l'instar d'Athènes. C'est dans ce contexte qu'un nouvel adversaire, une coalition de plusieurs Cités-États grecques, arrive sur le devant de la scène : la Ligue achéenne. 
Ainsi, afin de maintenir l'influence macédonienne en Grèce, Antigone et ses successeurs maintiendront durablement de fortes garnisons macédoniennes à travers la Grèce, qui soutiennent des gouvernements fantoches, occasionnant de lourdes pertes financières liées à la mise en œuvre de cette politique. Ces dépenses pénalisent la reconstruction militaire de la Macédoine. En effet, la majeure partie de son armée est perdue dans les multiples batailles menées contre les Galates. Pour reconstruire sa puissance militaire, la Macédoine a mis approximativement cinquante ans.

### Les Galates, mercenaires des rois hellénistiques
Enfin, bien que repoussés, les Galates restent une menace persistante pour la Macédoine. En effet, des Galates issus du groupe ravageant la Thrace traversent l'Hellespont et se sédentarisèrent dans les Hauts plateaux d'Anatolie, dans ce que l'on appelle ensuite la Galatie, tandis que les Galates conservèrent également plusieurs points d'attaches à travers les Balkans, permettant de disposer de bases de repli durant leurs raids.
Après les avoir combattus, les rois hellénistiques, notamment Pyrrhus, constatent que les Galates sont de formidables guerriers et ils décident de les recruter comme soldats. Grâce au versement de salaire, les Galates deviennent des mercenaires aux services des différents rois hellénistiques, dont dans l'armée séleucide. La tradition se perpétue par la suite, car on trouve des  mercenaires galates au service des Romains.

## Source antique
- Justin, Abrégé des Histoires philippiques de Trogue Pompée [détail des éditions] [lire en ligne], XXV, 1-2.